# Joseph Allijns
Joseph Allijns (Kortrijk, 13 maart 1956) is een Belgisch advocaat, voetbalbestuurder en voormalig liberaal politicus.

## Biografie
Joseph Allijns liep school aan het Sint-Amandscollege in Kortrijk en studeerde rechten aan de Rijksuniversiteit Gent. Sinds 1982 is hij advocaat aan de balie te Kortrijk.
Hij was van 1989 tot 2012 gemeenteraadslid en van 1997 tot 2006 schepen van Menen. Hij was eerste schepen van 2001 tot 2006 met de bevoegdheden ruimtelijke ordening en burgerlijke stand. Gedurende een legislatuur 2001-2006 was hij ook provincieraadslid van West-Vlaanderen.
Allijns was van 2001 tot 2020 voorzitter van voetbalclub KV Kortrijk. Hij was de persoon die in 2001 na het faillissement van de club onder de naam Kortrijk Voetbalt de club redde, samen met Boudewijn Braem. KV Kortrijk kon het seizoen rondmaken en promoveerde enkele jaren later, in 2008, naar de Eerste klasse. Hij werd in 2020 opgevolgd als voorzitter door Ronny Verhelst.
Hij woont in Marke.